# 小果南蛇藤
小果南蛇藤（学名：Celastrus homaliifolius）为卫矛科南蛇藤属的植物，是中国的特有植物。分布在中国大陆的云南、四川等地，生长于海拔1,400米至2,300米的地区，一般生于灌丛中沟旁，目前尚未由人工引种栽培。

## 别名
多花南蛇藤